# Yvon Joseph
Yvon Joseph (Cabo Haitiano, 31 de octubre de 1957) es un exjugador de baloncesto haitiano que jugó un partido en la NBA. Con 2,11 metros de estatura, lo hacía en la posición de pívot. Fue el primer jugador de su país en jugar en la NBA.

## Trayectoria deportiva

### Universidad
Hasta los 23 años, Joseph jugaba al voleibol en su país natal. En 1980 se fijó en él un entrenador del Miami Dade College, un community college estadounidense, donde recibió una beca. Allí jugó dos temporadas, promediando en la segunda 13,8 puntos y 10,4 rebotes por partido, lo que le facilitó el ser transferido a un equipo de la División I de la NCAA, los Yellow Jackets del Instituto de Tecnología de Georgia, donde jugó tres temporadas más, en las que promedió 11,7 puntos y 6,9 rebotes por encuentro.

### Profesional
Fue elegido en la trigésimo sexta posición del Draft de la NBA de 1985 por New Jersey Nets, con los que únicamente disputó un partido, en el que anotó dos tiros libres.

#### Estadísticas

##### Temporada regular
| Año     | Equipo     | PJ | PT | MPP | %TC  | %3P  | %TL   | RPP | APP | ROB | TPP | PPP |
| ------- | ---------- | -- | -- | --- | ---- | ---- | ----- | --- | --- | --- | --- | --- |
| 1985-86 | New Jersey | 1  | 0  | 5.0 | .000 | .000 | 1.000 | .0  | .0  | .0  | .0  | 2.0 |
| Total   | Total      | 1  | 0  | 5.0 | .000 | .000 | 1.000 | .0  | .0  | .0  | .0  | 2.0 |